# Yinghai
Yinghai (in cinese: 瀛海站S, Yínghǎi zhànP) è una stazione, nonché capolinea meridionale, della linea 8 della metropolitana di Pechino.
La stazione, che prende il nome dalla zona residenziale in cui sorge, è stata inaugurata e aperta ufficialmente al pubblico il 30 dicembre 2018.

## Posizione
La stazione di Yinghai è situata nel distretto di Daxing, nella zona sud-orientale di Pechino, all'incrocio tra la Strada Statale 104 e l'asse formato da Sanhuai South Road e Yinghai Road. La stazione dista a circa 20 km dal centro di Pechino e funge da importante stazione a servizio nella periferia sud, servendo una comunità urbana consolidata e fornendo accesso a servizi pubblici e aree verdi, collegando zone suburbane alla rete principale della metropolitana. L’area circostante è denominata in maniera omonima, una zona residenziale con più di 100 000 abitanti. Nei pressi della stazione si trovano l'Yinghai Town Government, centri residenziali come il Sanhuai Jiayuan, diversi centri commerciali e centri sanitari cittadini. A circa 2 km verso nord-est sorge il Milu Park.

## Struttura e impianti
La stazione di Yinghai è una stazione sopraelevata situata sul lato ovest della Strada Statale 104. Si sviluppa su tre livelli: il piano terra è dedicato agli ingressi, il secondo piano ospita l’atrio, mentre il terzo è occupato dalla banchina centrale. L’atrio al secondo piano è collegato tramite una passerella pedonale agli ingressi situati sul lato est della strada. Sul lato ovest della stazione è stato realizzato un grande complesso commerciale, il Beijing Yinghai Huanyu Fang, accessibile direttamente dalla stazione della metropolitana, che è stato inaugurato il 30 settembre 2022. All’estremità nord della banchina si trova un binario di scambio che consente l’inversione di marcia dei treni prima dell’ingresso in stazione; all’estremità sud, una serie di binari collega la stazione al deposito di Yinghai, permettendo ai treni di effettuare l’inversione o accedere al deposito. La banchina è inoltre dotata di una sala d’attesa climatizzata.
Al di sotto della struttura ferroviaria, sia a nord che a sud della stazione, sono presenti parcheggi di interscambio convenzionati.
La stazione è dotata di quattro accessi, indicati con le lettere A, B1, B2 e C. Gli ingressi A e B2 sono accessibili ai portatori di disabilità motoria.

### Decorazioni
La stazione è stata decorata con diversi murales che richiamano paesaggi e storie tipiche della tradizione cinese. Tra questi, è particolarmente degno di nota il murale Casa (家园S, JiāyuánP) realizzato dal pittore Zhu Tiechuan, collocato sopra la scala mobile dell’uscita A della stazione. Il pittore, originario di Yinghai, ha raffigurato i paesaggi dello storico parco imperiale Nanhaizi, sito all'interno del Parco Milu, principale punto di interesse della zona di Yinghai.

## Servizi
La stazione dispone di:
- Accessibilità per portatori di handicap (solo ingressi A e B2)
- Ascensori
- Scale mobili
- Emettitrice automatica biglietti
- Servizi igienici
- Sportello automatico
- Stazione video sorvegliata
- Ufficio polizia

### Orari
Yinghai rappresenta il capolinea meridionale della linea 8, per cui i treni effettuano servizio esclusivamente verso il capolinea settentrionale di Zhuxinzhuang. Ogni giorno sono attivi treni dalle 5:06 alle 23:01.

## Interscambi
- Fermata autobus